# Giangiacomo Guelfi
Giangiacomo Guelfi, né le 21 décembre 1924 et mort le 8 février 2012, est un baryton italien spécialiste de Verdi et de Puccini.

## Biographie
Né à Rome le 21 décembre 1924, Giangiacomo Guelfi (à ne pas confondre avec le baryton romain Carlo Guelfi, plus jeune que lui) étudie le droit avant d'étudier le chant à Florence avec le baryton Titta Ruffo. En 1950, il gagne le Concours du Théâtre lyrique expérimental (it) de Spolète et débute dans Rigoletto à ce théâtre. Deux ans plus tard, il fait ses débuts à La Scala de Milan en y créant Proserpina e lo straniero de Juan José Castro aux côtés de Rosanna Carteri, se produit à Venise, à Florence, à Rome, à Naples, à Palerme et à Catane. Il est devenu un habitué des Arènes de Vérone. À l'extérieur de l'Italie, il s'est produit à Berlin, à Lisbonne, à Londres et au Caire. Il fait ses débuts américains en 1954 à l'Opéra lyrique de Chicago, puis se produit au Metropolitan Opera de New York en 1970, à Buenos Aires et à Rio de Janeiro. Il a participé à la création d'œuvres contemporaines, notamment en interprétant le rôle de Lazaro dans La Fille de Jorio (it) de Pizzetti à Naples en 1954, mais est surtout connu pour ses interprétations de héros verdiens dans des opéras comme Nabucco, I due Foscari, Attila (à la redécouverte duquel il participe en chantant Ezio en 1951 dans une version de concert), Macbeth, Il trovatore, Les Vêpres siciliennes, La forza del destino et Aïda. Il a aussi été apprécié dans des opéras véristes tels que Cavalleria rusticana, Andrea Chénier, Tosca, et La Fille du Far-West.
Guelfi avait une voix extrêmement puissante et était un interprète extroverti, mais était capable d'adapter ces attributs à des œuvres plus classiques comme Guillaume Tell, Lucia di Lammermoor, La Favorite, L'Africaine et Agnes von Hohenstaufen de Spontini.
On peut l'entendre interpréter le rôle de Rance dans La Fille du Far-West et le voir jouer dans l'opéra Tosca (Tokyo, 1961), dans les deux cas aux côtés de Renata Tebaldi et sous la direction d'Arturo Basile.
Après avoir vécu à Bolzano avec sa femme, le soprano Laura Cagol, dont le nom d'artiste était Laura Carol, il y est mort le 8 février 2012 après une semaine d'hospitalisation.

## Sources
- (en) Cet article est partiellement ou en totalité issu de l’article de Wikipédia en anglais intitulé « Giangiacomo Guelfi » (voir la liste des auteurs).
- R. Mancini et J.-J. Rouvereux, Le guide de l'opéra, les indispensables de la musique, Fayard, 1986 (ISBN 2-213-01563-5).